# Wassernetz
Die Grünalgen der Gattung Hydrodictyon (von altgriechisch hydōr „Wasser“ und diktyon „Netz“) tragen den Trivialnamen Wassernetz wegen ihrer ungewöhnlichen Wuchsform: Die meisten Zellen sind an ihren Enden mit je zwei Nachbarn verbunden; zusammen bilden sie eine netzförmige Struktur aus Fünf- und Sechsecken. Die (oft röhrenförmigen) Netze können eine Ausdehnung von mehreren Dezimetern erreichen, wobei die einzelnen Zellen bis zu 1 cm lang werden können. Da jede Masche des Netzes aus 3 bis 9 (meistens 6) Zellen besteht, sind die Maschen gut mit bloßem Auge erkennbar. Ihre Farbe ist ein frisches Hellgrün, was zum ansprechenden Äußeren beiträgt. Die Neubildung der Netze wurde erstmals von Jean-Pierre Vaucher beschrieben.

## Vorkommen
Wassernetze kommen in den gemäßigten und subtropischen Zonen Eurasiens in stehenden oder langsam fließenden Gewässern mit sauberem Wasser vor, das aber durchaus eine gewisse Eutrophierung aufweisen kann.

## Fortpflanzung
Wie bei den meisten Grünalgen umfasst der Lebenszyklus von Hydrodictyon einen Generationswechsel: In der ungeschlechtlichen Fortpflanzung wachsen neue Pflanzen aus Zoosporen. Diese können entweder innerhalb der Mutterzelle zu einer neuen, netzförmigen Kolonie zusammenwachsen, die schließlich durch Auflösung der Mutterzelle selbständig wird, oder ins Wasser abgegebene Zoosporen können zu dickwandigen polygonalen Polyedern auswachsen, aus denen später kugelige Netze werden. Weil jede Zelle einer Kolonie dazu in der Lage ist, in ihrem Inneren eine Tochterkolonie auszubilden, kann sich das Wassernetz sehr schnell asexuell vermehren.
Die sexuelle Fortpflanzung verläuft über Isogameten, die nach ihrer Verschmelzung zur Hypnozygote vier Zoosporen ausbilden, die zu neuen Kolonien auswachsen können.

## Arten

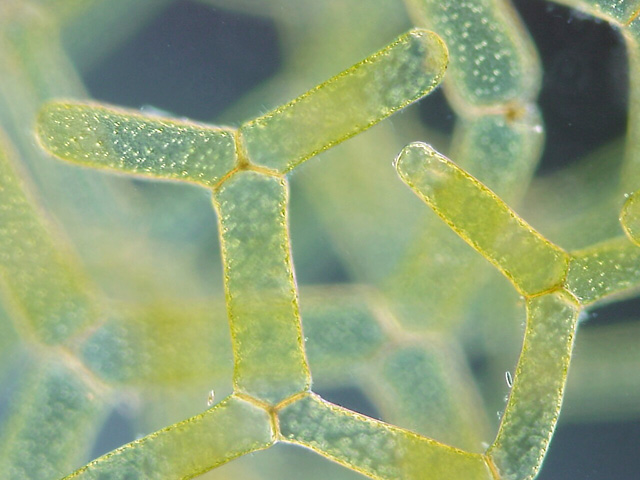
Detail eines Wassernetz-Coenobiums

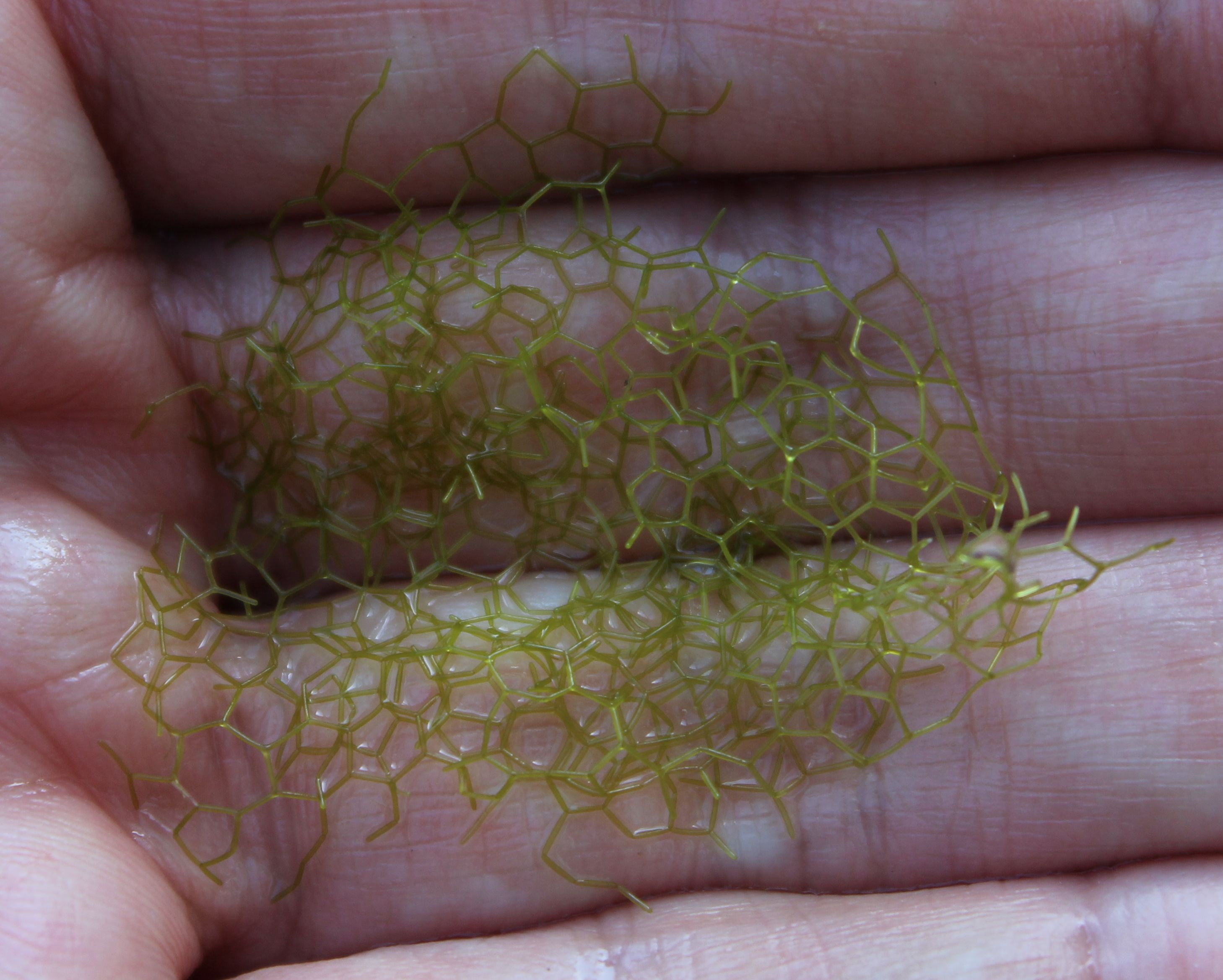
H. reticulatum

Es sind mehr als 40 Arten bekannt, hier eine Auswahl:
- Hydrodictyon africanum Yamanouchi
- Hydrodictyon granulatum Biasoletto
- Hydrodictyon indicum
- Hydrodictyon majus Roth
- Hydrodictyon patenaeforme Pocock
- Hydrodictyon reticulatum (Linnaeus) Bory de Saint-Vincent
  - H. reticulatum var. nodosum Playfair
  - H. reticulatum var. minimum Playfair
  - H. reticulatum var. bernardii Playfair
- Hydrodictyon utriculatum Roth
- Hydrodictyon pentagonum Vaucher

## Wassernetze und der Mensch
In einigen Ländern sind eingeschleppte Hydrodictyon-Arten als invasive Arten (Neophyten) problematisch, so z. B. Hydrodictyon reticulatum in Neuseeland.
Einige Aquarianer verwenden H. reticulatum als Aquarienpflanze in Aquarien mit Algen fressenden Süßwassergarnelen.